# Formica surinamensis
Formica surinamensis é uma espécie de formiga do gênero Formica, pertencente à subfamília Formicinae.